# Storia del giornalismo britannico
La storia del giornalismo britannico si sviluppa lungo vari secoli, a partire dall'apparizione delle prime gazzette, avvenuta all'inizio del XVII secolo.

## Origini
In Inghilterra i primi giornali furono chiamati newsbooks (“libri di notizie”) oppure newssheets (“fogli di notizie”). Contavano generalmente 16 pagine ed erano venduti a 1 penny. Il primo “libro di notizie” apparve nel 1622 con il titolo Weekely Newes from Italy, Germanie , Hungaria, Bohemia, the Palatinate, France & the Low Countries, opera dello stampatore Nathaniel Butter. Si trattava della traduzione di un giornale olandese, il Courante uyt Italien, Duytslandt &c. di Amsterdam. I giornali erano venduti quasi esclusivamente su abbonamento. Se uno stampatore riusciva a ottenere il privilegio dell'esenzione dall'affrancatura postale, spediva il proprio giornale franco posta. I giornali circolavano dunque come “lettere di notizie” utilizzando il servizio postale. In ogni città, però, solamente uno-due stampatori avevano questo privilegio. Durante la guerra civile apparve uno dei primi periodici in assoluto della stampa britannica, il Mercurius Aulicus (1643-45). Nel 1644 John Milton pubblicò il suo Areopagitica, una grande perorazione in favore della libertà di stampa.
Nel 1665 apparve il primo giornale pubblicato a cadenze regolari, la «Oxford Gazette» (poi «London Gazette»). Ne era proprietario e compilatore Henry Muddiman. I nomi dei giornali inglesi dell'epoca erano: Courant, News (Newes), Mercury, Post, Gazette. Una caratteristica della stampa britannica fu la precoce scoperta della pubblicità, un'opportunità favorita dall'aumento costante dei commerci. I primi giornali inglesi a pubblicare annunci pubblicitari furono il «Weekely Relations of Newes» e il «Mercurius Britanicus». Il primo annuncio relativo al tè apparve nel 1658.
Dal 1660 al 1685 regnò in Inghilterra Carlo II Stuart. Il nuovo re restaurò la monarchia dopo il periodo di Cromwell e nel 1662 fece ripristinare la censura preventiva: in quell'anno il Parlamento approvò il Licensing Act. La legge attribuì notevoli privilegi alla corporazione degli stampatori e cartolai di Londra (Stationers' Company). Nessun giornale poteva essere stampato senza l'assenso della corporazione. Come avveniva nel resto d'Europa, si autorizzò la pubblicazione di una sola “gazzetta ufficiale”, cioè una gazzetta che riceveva notizie ufficiali in via esclusiva ed era l'unica che aveva accesso agli uffici governativi. Nell'isola questo giornale fu la «London Gazette». La corporazione - utilizzando il potere di censura conferitole dalla legge - bloccò la pubblicazione di numerosi libelli.
Il Licensing Act doveva essere periodicamente rinnovato dalla Camera dei comuni. Nel 1693 l'assemblea legislativa decise che la legge sarebbe stata rinnovata per soli due anni. Nel maggio 1695 la censura preventiva cessò quindi di esistere.
Rimase una sola restrizione: non si poteva confutare la politica del governo e mettere in cattiva luce gli ambasciatori delle nazioni estere e, in genere, i rappresentanti ufficiali degli Stati esteri in visita ufficiale sul suolo britannico. La legge sulla diffamazione metteva a tacere gli organi di stampa che si spingevano troppo in là nella critica all'esecutivo.

## Il XVIII secolo

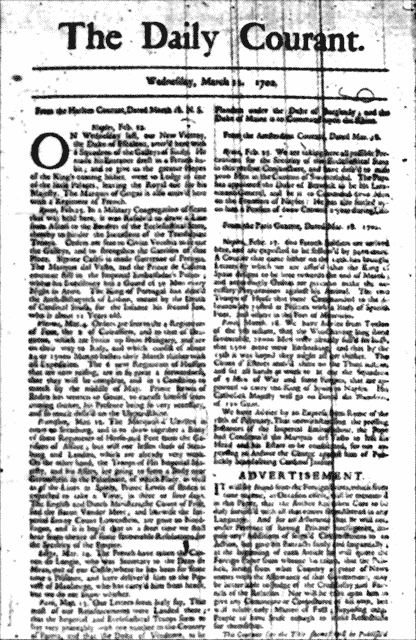
Il «Daily Courant»

Nel 1702 nacque il primo quotidiano britannico. Si chiamò «Daily Courant» ed era composto da un unico foglio stampato su una facciata; il primo numero uscì l'11 marzo. Diretto da Samuel Buckley, il quotidiano si presentò con il motto: "Credibilità e imparzialità" e promosse la distinzione tra fatti e opinioni. Il modello cui si ispirò era ancora quello ufficiale e prestigioso della «London Gazette» che, per effetto della nuova crescita della stampa periodica, vide diminuire la propria tiratura. I canali informativi della Gazette erano quelli ufficiali dei circuiti diplomatici, che immancabilmente si rivelarono più lenti e incompleti degli agenti privati e commerciali, che invece rappresentavano le fonti principali degli altri giornali. Di corrente opposta fu invece il di poco successivo «Spectator» (uscì dal marzo 1711 al dicembre 1712), che espose i temi di attualità secondo un'ottica ben precisa e schierata politicamente. Nel 1731 esistevano in Inghilterra 400 giornali.
Fino al 1712 l'unica tassa che riguardava la stampa era il dazio sulla carta, fissato in mezzo penny alla libbra. Quell'anno furono istituite due nuove tasse: il “diritto di bollo” per ciascun mezzo foglio stampato (Stamp Duty) del valore di un penny, e la tassa sulla pubblicità. Quest'ultima era molto onerosa: uno scellino per ogni inserzione pubblicitaria. La tassa andava a colpire la principale fonte di sostentamento dei giornali: i critici accusarono il governo di voler imbavagliare la stampa. Infatti la pubblicità quasi scomparve dai giornali e molti di essi dovettero chiudere. I rimanenti dovettero aumentare il prezzo di vendita e quindi perdere i lettori dei ceti popolari.
Nel giro di qualche anno, però, si ebbe un'inversione di tendenza: le copie vendute ricominciarono a salire progressivamente. La contromossa del governo fu, nel 1776, l'aumento dell'imposta di bollo da 1 penny a 1 penny e mezzo.
Alla metà del secolo i quotidiani si concentravano sulle notizie politiche o commerciali (adatte agli interessi della classe media), mentre i settimanali fornivano notizie di carattere più generale. Alla fine del secolo, dei nove giornali pubblicati a Londra, cinque erano fogli di sole inserzioni pubblicitarie. Altri giornali dedicavano la maggior parte del loro spazio alla pubblicità. Nella seconda metà del secolo apparvero dei grandi talenti giornalistici sulla scena britannica: John Bell (1745–1831), che fu co-fondatore nel 1772 del «Morning Post» e sei anni dopo lanciò il fortunato «World». James Perry divenne nel 1789 proprietario e direttore del «Morning Chronicle» e lo fece diventare il giornale più letto del suo tempo. John Walter, un ex mercante di carbone, lanciò il «Daily Universal Register» nel 1785. La testata iniziale poco tempo dopo mutò in «The Times». Nei primi anni conteneva soprattutto pubblicità; quando qualche anno dopo ebbe raggiunta una solida base finanziaria, divenne un quotidiano generalista. Nel 1788 apparve il primo quotidiano del pomeriggio: era intitolato «Star and Evening Advertiser». L'idea era quella di fornire per primi le notizie relative ai fatti accaduti nello stesso giorno in cui si erano verificati.
Nel XVIII secolo comparirono davanti a un giudice con l'accusa di diffamazione: Jonathan Swift, accusato di aver attaccato i ministri whig dalle colonne dell'«Examiner»; Junius (uno pseudonimo), per un attacco a William Murray, presidente della Corte Superiore di Giustizia (Lord Chief Justice); John Wilkes, che finì in prigione due volte: nel 1763 per le critiche fatte al governo (fece cadere il ministero di John Stuart) e nel 1768. Grazie alla sua ostinazione, riuscì a far riconoscere la libertà dei giornali di criticare il governo. Verso la fine del secolo l'incipiente rivoluzione industriale, favorendo lo sviluppo di nuove tecnologie meccaniche, rese possibile l'aumento della tiratura dei giornali. Aumentò anche la quantità di inserzioni pubblicitarie e, di conseguenza, salì la redditività di molte testate. Raggiunta una più solida base finanziaria, i quotidiani londinesi ebbero la forza di criticare le scelte del governo sui temi più scottanti dell'epoca (la guerra d'indipendenza americana e la rivoluzione francese). La stampa britannica ottenne un primo, grande risultato: i lavori del Parlamento furono desecretati e resi pubblici. I giornalisti poterono così riferire ai lettori tutti i discorsi e i pronunciamenti resi alla Camera dei Comuni e alla Camera dei Lord. La risposta del governo fu il raddoppio della tassa sulla pubblicità, che passò da 1 a 2 scellini per ogni annuncio (quando all'epoca una copia del “Times” costava 4 pence). Nel 1789 fu deciso un inasprimento anche del diritto di bollo, che salì a 2 pence (in sostanza, la metà del ricavato della vendita di un quotidiano andava allo Stato).
Nel 1792 fu approvato il Fox's Libel Act, in base al quale le cause per diffamazione vennero sottratte alla giustizia ordinaria e assegnate a un giurì composto da magistrati non nominati dal governo. Anche questa fu una vittoria della libertà di stampa.

## Il XIX secolo
| Anno | Copie        |
| ---- | ------------ |
| 1753 | 7 milioni    |
| 1760 | 7,5 milioni  |
| 1776 | 12,3 milioni |
| 1790 | 15 milioni   |
| 1811 | 24,4 milioni |
| 1833 | 33 milioni   |

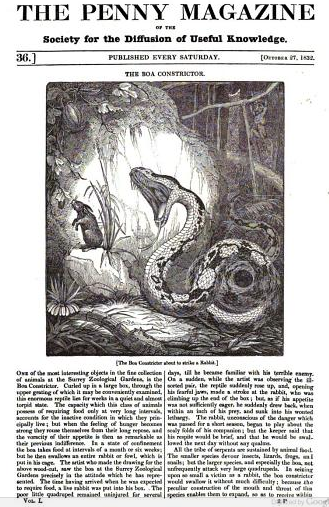
Nel 1832 apparve a Londra «The Penny Magazine» (1832-45). Il periodico si distinse per l’abbondante uso di illustrazioni (soprattutto xilografie). Grazie all’idea del suo fondatore, Charles Knight, l’uso delle immagini sui giornali divenne popolare e si diffuse nella pubblicistica britannica.

Per antica tradizione, in Inghilterra i quotidiani non escono la domenica. Ma, dato l'interesse del pubblico per le notizie, questo spazio non poteva rimanere vuoto: nacquero infatti dei giornali che uscivano esclusivamente nel giorno festivo. Già nei primi decenni del XIX secolo i domenicali ebbero una presenza stabile nel panorama britannico. Alcuni nomi: l'«Observer» (1791), il «Weekly Dispatch» (1801) e il «Sunday Times» (1822). Nel 1843 vide la luce il «News of the World».
Nella storia della stampa britannica ebbero sempre una tiratura superiore dei quotidiani. Si può dire che la crescita dei giornali inglesi nell'Ottocento sia stata trainata dai domenicali. Infatti, il primo giornale (britannico e del mondo) a superare la tiratura di un milione di copie fu un domenicale, il Lolyd's Weekly Newspaper nel 1890. Fino alla metà del XX secolo i domenicali riportarono anche le notizie degli altri giorni della settimana. Per quanto riguarda le pubblicazioni nei giorni lavorativi, il quotidiano maggiormente rappresentativo della storia britannica è il già citato «Times», fondato nel 1785 da John Walter: conobbe il periodo di maggior sviluppo negli anni fra il 1803 e il 1843, sotto la guida di John Walter II. Un altro importante quotidiano di questo periodo fu il «Morning Post» (1772-1937, anch'esso già citato), nato negli ambienti dell'aristocrazia britannica. Nel 1828 nacque il settimanale «The Spectator», destinato a diventare il periodico d'informazione più longevo della storia. 
All'inizio del secolo la libertà di stampa in Inghilterra conobbe momenti di grande precarietà: gli oneri fiscali e le tasse vennero inasprite al punto da costringere gli stampatori ad alzare il prezzo dei giornali, con grave nocumento per le vendite. Molti stampatori chiusero i propri fogli di notizie e pubblicarono nuovi giornali che contenevano solamente opinioni invece di notizie, e quindi non rientravano nei casi previsti dalla legge. Nel dicembre 1819 il Parlamento approvò una norma (Newspaper and Stamp Duties Act) che incluse nella tassazione anche i giornali che pubblicavano opinioni. Inoltre, un articolo della legge previde anche la condanna all'esilio per i giornalisti che fossero stati condannati due volte per diffamazione. Fu un duro colpo alla libertà di stampa. La reazione del mondo giornalistico fu decisa: nacquero a Londra numerosi fogli clandestini, venduti per mezzo di strilloni (costantemente a rischio di arresto). Tra essi si distinse «Il Guardiano del poveruomo» (The poor man's Guardian), che divenne talmente popolare da rivaleggiare col «Times» per il numero di copie vendute.
Dopo la salita al potere dei Whig, a partire dal 1830, le limitazioni di tipo economico vennero via via soppresse. Il Parlamento considerò attentamente la situazione: con tasse elevate, la stragrande maggioranza dei giornali era diventata clandestina. Tutti evitavano le imposte. Era meglio abbassare le gabelle e i balzelli: in questo modo tutti i giornali sarebbero usciti dall'illegalità, avrebbero pagato qualcosa e lo Stato ci avrebbe guadagnato. E così avvenne: nel 1833 la Camera dei Comuni ridusse la tassa sulla pubblicità da 3 scellini e 6 pence a uno scellino e 6 pence. Era la prima volta che veniva abbassata da quando era stata istituita, oltre cent'anni prima. Nel 1836 venne ribassato anche il diritto di bollo da 4 a un penny. L'unica fonte di entrate per il governo rimasero le tariffe postali per i giornali venduti su abbonamento. Come conseguenza immediata i giornali abbassarono il prezzo di vendita da 7 a 5 pence. Nel 1842 nacque il «Daily News» (1846-1930), che divenne negli anni seguenti uno dei maggiori giornali britannici. Fondatore e primo direttore fu Charles Dickens. L'anno seguente nacque il settimanale «The Economist», che divenne una delle pubblicazioni più autorevoli al mondo nel settore politico-finanziario. Nel 1851 Paul Julius Reuter fondò la propria agenzia di stampa a Londra, destinata a diventare la maggiore agenzia di stampa britannica e una delle più importanti del mondo. Le agenzie di stampa migliorarono notevolmente la qualità dell'informazione fornita ai giornali e si rivelarono particolarmente preziose per le testate provinciali, poiché potevano raccogliere riassunti delle notizie molto più velocemente di prima. Il ruolo delle agenzie di stampa venne notevolmente rafforzato dallo sviluppo mondiale dei cavi sottomarini. Tra il 1866 e il 1867 fu posto il cavo telegrafico che unì le due sponde dell'Oceano Atlantico. Da quel momento in poi i giornali inglesi utilizzarono i servizi telegrafici tra Gran Bretagna e Nordamerica con sempre maggiore intensità.
Con l'abolizione dell'imposta sulla carta nel 1861, i vincoli statali sulla produzione e vendita dei giornali cessarono di esistere. L'effetto benefico fu immediato: nel Paese apparvero centinaia di nuove pubblicazioni. Tra esse, alcune divennero testate di rilievo: il «Manchester Guardian», lo «Yorkshire Post», la «Pall Mall Gazette» e il «Daily Telegraph». Quest'ultimo superò il «Times» diventando il quotidiano più letto nel Paese con 140 000 copie di diffusione (1862). Il Telegraph era il giornale della borghesia: catturò gran parte dei lettori del Times e finanziò la spedizione di Henry Morton Stanley in Africa nel 1875-77.
Aumentò anche l'influenza politica e intellettuale della stampa nel Paese. Nel 1870 esistevano più di 1 000 testate, tra cui, in ambito nazionale, 99 quotidiani e 626 settimanali. Appena sei anni dopo, le pubblicazioni raggiunsero quota 1 260. A Londra avevano sede 28 quotidiani; nel resto dell'Inghilterra se ne contavano 124. Vi erano sette quotidiani nel Galles e 19 in Scozia. La stampa continuò la sua espansione fino alla fine del secolo contando sull'aumento del livello di benessere di una classe media in costante crescita. In questo periodo si sviluppò anche la stampa del pomeriggio, che passò dalla periodicità trisettimanale a quella quotidiana, e assunse un tono più scandalistico discostandosi dai quotidiani del mattino. Nacque la distinzione tra giornali «qualitativi» e giornali «popolari», che permane ancora oggi.

## Il XX secolo

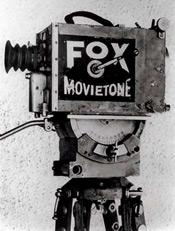
How the Courier is produced (fasi della lavorazione alla linotype del giornale locale «Kent and Sussex Courier»)

Con il nuovo secolo si aprì una nuova epoca per il giornalismo britannico: nacque il quotidiano di massa, caratterizzato dalle alte tirature (stabilmente sopra il milione di copie). Apripista della nuova generazione fu il «Daily Mail», fondato da Alfred Harmsworth (assieme al fratello Harold) nel 1896. Giornale popolare, a basso prezzo, si concentrò maggiormente sull'attualità e sulla cronaca giudiziaria, mettendo da parte la critica politica. In pochi anni divenne il primo quotidiano nazionale, surclassando il «Daily Telegraph». Il «Daily Mail» fu anche il primo quotidiano a essere gestito con criteri manageriali: da società di persone divenne una società per azioni, venendo poi imitato negli anni seguenti dagli altri quotidiani nazionali. Il 2 novembre 1903, visto il successo ottenuto, i fratelli Harmsworth fondarono il «Daily Mirror», giornale gemello del Daily Mail e primo quotidiano britannico a fare largo uso di fotografie, non solo in prima pagina.
All'inizio del secolo i principali giornali qualitativi erano: il «Times», il «Daily Telegraph» e il «Morning Post». I principali giornali popolari erano: il già citato «Daily Mail», il «Daily Express» (lanciato da Arthur Pearson il 24 aprile 1900), il «Daily Mirror»,  il «Daily Sketch» (1909) e il «Daily Herald» (1911). Alfred Harmsworth (1865-1922) fu il primo magnate della stampa britannica, seguito dal fratello Harold (1868-1940) e successivamente da Max Aitken, I barone di Beaverbrook (1879-1964).
Negli anni venti la stampa passò da una fase di libera concorrenza a una fase di concentrazione (trust). Al primo gennaio 1922 esistevano sei grandi catene di giornali (tra parentesi la tiratura):
1. Amalgamated Press, di Alfred Harmsworth («Daily Mail», 1 372 000), («Evening News», 742 000), «Weekly (Sunday) Dispatch» (792 000), nonché il prestigioso «Times»;
2. Associated Newspapers, di Harold Harmsworth («Daily Mirror», 1 002 000), «Sunday Pictorial» (2 373 000) e a Glasgow il «Daily Record» (203 000), l'«Evening News» e il «Sunday Mail» (239 000). I fratelli Harmsworth pubblicavano nove giornali con una tiratura complessiva di 24 602 000 copie settimanali (il 24,60 % del totale del mercato nazionale).
3. Edward Hulton («Daily Sketch», 840 000), («Evening Standard», 362 000), «Illustrated Sunday Herald (Sunday Graphic)», 1 162 000) e a Manchester il «Daily Dispatch» (407 000), l'«Evening Chronicle» (286 000), l'«Empire News» (1 309 000) e il «Sunday Chronicle» (920 000). Hulton pubblicava sei giornali per una tiratura complessiva di 14 743 000 copie settimanali (14,74 %).
4. Westminster Press, di George Newnes. A Londra: «Westminster Gazette» (50 000), «Sheffield Independent» (68 000) e altri tre giornali sotto le cinquantamila copie. A Birmingham: «Birmingham Gazette» (120 000), «Evening Dispatch» (78 000), «Sunday Mercury» (100 000). A Darlington possedeva altre due testate. In totale pubblicava nove giornali per una tiratura complessiva di circa 2 589 000 copie (il 2,58 % del totale).
5. United Newspapers, fondata da David Lloyd George. A Londra: «Daily Chronicle» (660 000), «Sunday News» (800 000) e un giornale a Edimburgo. I tre giornali avevano una tiratura settimanale di circa 5 336 000 copie (5,33 %).
6. I fratelli William e Gomer Berry. Possedevano: «Daily Graphic» (90 000), «Sunday Times» (100 000) e «Financial Times» (20 000) e avevano partecipazioni in altri giornali. La tiratura dei due giornali più importanti corrispondeva all'1,66 per cento del totale.

Rimanevano fuori dalle grandi concentrazioni: il «Daily News» (351 000) e lo «Star» (660 000), indipendenti, e i due giornali di Beaverbrook: il «Daily Express» (550 000) e il «Sunday Express» (244 000), da lui fondato nel 1918.
Nel 1922 Alfred Harmsworth (che ricevette il titolo nobiliare di Lord Northcliffe per i suoi eccezionali meriti nell'industria della comunicazione) morì. Il fratello Harold (anch'egli nobilitato con il titolo di Lord Rothermere) rilevò tutte le sue proprietà, rafforzando così la posizione di primo gruppo editoriale nazionale nel campo dei periodici. Con il tempo, la sua quota di mercato venne lentamente erosa, scendendo dal 24,6% al 22,4 (1929), fino al 17,7% (1937). Durante questo periodo la «Northcliffe Associated» vendette il «Times» e il «Daily Mirror».

Negli anni venti crebbe enormemente il gruppo dei fratelli William e Gomer Berry, la cui quota di mercato, dall'1,66% del 1922 fece un balzo al 19,42% del 1929, fino a scendere al 15,2% nel 1937. Negli anni venti i fratelli Berry acquisirono il «Daily Sketch» (1926) il «Sunday News» (1931) e altri giornali, sia nazionali che provinciali.

Nel periodo 1922-1937 si assisté a un considerevole sviluppo dei giornali di Max Aitken, barone di Beaverbrook. Proprietario del «Daily Express» e del «Sunday Express», con l'acquisizione dell'«Evening Standard» e di altre testate nazionali e provinciali passò da due giornali a 14. La sua quota di mercato crebbe dal 3,57% al 13,98%, consentendogli di salire al terzo posto tra gli editori nazionali di periodici.

Il proprietario del «Daily Herald» e del «People», Julius Elias, con due soli giornali deteneva nel 1937 una quota del 13,36% del mercato.

La Westminster Press possedeva nel 1922 nove testate che valevano il 2,58% del mercato. Negli anni successivi procedette all'acquisizione di cinque nuove testate, tutte di provincia. Non possedeva giornali a Londra. Anche per questo motivo, quindici anni dopo la sua quota era salita solamente al 3,13%. 

Nello stesso periodo Edward Hulton (il terzo editore britannico) aveva lasciato il mercato dei giornali e la United Newspapers aveva ceduto tutte le testate nazionali per continuare l'attività come editore di giornali locali.

Tra le testate si ebbe la grave perdita del «Morning Post», che fu chiuso nel 1937 dopo 165 anni di ininterrotta presenza nelle edicole.
Nel 1934 cominciò una lunga lotta per il primato nazionale nel settore dei quotidiani popolari tra «Daily Mirror» e «Daily Express» che durò ben 15 anni. All'inizio il Mirror aveva una tiratura di poco più di 730 000 copie, mentre il rivale veleggiava a 1 700 000. Nel 1941 il «Mirror» era salito a 1 685 000, che diventarono 3 447 000, contro le 3 707 000 dell'«Express». Il margine si era notevolmente ridotto. Il «Mirror» fece un nuovo balzo in avanti nel secondo semestre del 1948, per arrivare a gennaio 1949 a 4 187 403 copie giornaliere, mentre l'«Express» rimase sotto i 4 milioni.
| Anno | Copie                     |
| ---- | ------------------------- |
| 1921 | oltre 27 milioni di copie |
| 1929 | 31.200.000                |
| 1947 | 58.706.000                |
| 1957 | 59.965.000                |
| 1961 | 53.173.000                |
| 1971 | 49.646.000                |

| Giornali qualitativi         | Giornali qualitativi | Giornali qualitativi | Giornali popolari | Giornali popolari | Giornali popolari    |
| Testata                      | Editore              | Tiratura giornaliera | Testata           | Editore           | Tiratura giornaliera |
| ---------------------------- | -------------------- | -------------------- | ----------------- | ----------------- | -------------------- |
| The Daily Telegraph          | William Berry        | 1.015.514            | Daily Express     | Beaverbrook       | 3.855.776            |
| The Times                    | Rothermere           | 268.769              | Daily Mirror      | Mirror-Pictorial  | 3.702.332            |
| Manchester Guardian          | Scott Trust          | 126.000              | Daily Herald      | Odhams Press      | 2.134.566            |
| The Financial Times          | William Berry        | 71.000               | Daily Mail        | Rothermere        | 2.076.915            |
|                              |                      |                      | News Chronicle    | Rothermere        | 1.623.158            |
| Fonte: A. Bruttini, op. cit. |                      |                      |                   |                   |                      |

| Testata                      | Editore          | Tiratura  |
| ---------------------------- | ---------------- | --------- |
| News of the World            | Kemsley          | 7.890.461 |
| The People                   | Odhams Press     | 4.670.746 |
| Sunday Pictorial             | Mirror-Pictorial | 4.006.241 |
| Sunday Express               | Beaverbrook      | 2.577.792 |
| Sunday Dispatch              | Rothermere       | 2.061.315 |
| Fonte: A. Bruttini, op. cit. |                  |           |

Vi erano poi due domenicali qualitativi: The Sunday Times (di Gomer Berry, 568 000 copie) e The Observer (384 000).
Nel 1949 una Commissione nominata dal Parlamento pubblicò le conclusioni di un'inchiesta sulla stampa durata due anni. La Commissione accertò che non sussisteva un monopolio finanziario nella stampa britannica. Riconobbe tuttavia l'esistenza di grandi concentrazioni di capitale sotto il controllo di poche grandi “catene” (chains). La Commissione Ross, dal nome del presidente David Ross (Camera dei Lord), propose l'istituzione di un Consiglio generale della stampa cui assegnò i compiti di vigilare sulla qualità del giornalismo britannico e di salvaguardare la libertà di stampa. L'organismo entrò in funzione il 1º luglio 1953.
Nonostante ciò, la concentrazione della stampa era un fenomeno sotto gli occhi di tutti: nel 1957 oltre il 60% dei quotidiani del Regno Unito erano controllati da quattro grandi gruppi (Daily Mirror-Pictorial, Associated Newspapers, fondata da Lord Rothermere, Beaverbrook e Kemsley di Gomer Berry). Il controllo era ancora più stringente nel segmento dei quotidiani nazionali (70%).

A conferma di ciò, tra il 1921 e il 1971 il numero totale dei quotidiani e dei domenicali in Gran Bretagna diminuì del 30 per cento, passando da 169 a 123. La concentrazione si rivelò un fattore limitativo della concorrenza.
| Anni                   | Testata             |
| ---------------------- | ------------------- |
| 1797 - 1856            | The Times           |
| 1856 - inizio 1900     | The Daily Telegraph |
| inizio 1900 - 1930 ca. | Daily Mail          |
| 1930 ca. – 1937        | Daily Herald        |
| 1937 - 1948            | Daily Express       |
| 1948 - 1978            | Daily Mirror        |
| 1978 - oggi            | The Sun             |

| Giornali qualitativi         | Giornali qualitativi | Giornali qualitativi | Giornali popolari | Giornali popolari | Giornali popolari    |
| Testata                      | Editore              | Tiratura giornaliera | Testata           | Editore           | Tiratura giornaliera |
| ---------------------------- | -------------------- | -------------------- | ----------------- | ----------------- | -------------------- |
| Daily Telegraph              | indipendente         | 1.455.000            | Daily Mirror      | IPC/Reed          | 4.380.170            |
| The Times                    | Roy Thomson          | 341.000              | Daily Express     | Beaverbrook       | 3.436.214            |
| The Guardian                 | indipendente         | 328.000              | The Sun           | Murdoch           | 2.082.685            |
| Financial Times              | Cowdray-Pearson      | 168.000              | Daily Mail        | Associated        | 2.000.000            |
| Fonte: A. Bruttini, op. cit. |                      |                      |                   |                   |                      |

| Giornali qualitativi         | Giornali qualitativi | Giornali qualitativi | Giornali popolari | Giornali popolari | Giornali popolari |
| Testata                      | Editore              | Tiratura             | Testata           | Editore           | Tiratura          |
| ---------------------------- | -------------------- | -------------------- | ----------------- | ----------------- | ----------------- |
| Sunday Times                 | Roy Thomson          | 1.403.000            | News of the World | Murdoch           | 6.085.000         |
| Observer                     | indipendente         | 802.000              | The Sunday People | IPC/Reed          | 4.761000          |
| Sunday Telegraph             | indipendente         | 758.000              | Sunday Mirror     | IPC/Reed          | 4.677.000         |
|                              |                      |                      | Sunday Express    | Beaverbrook       | 4.050.000         |
| Fonte: A. Bruttini, op. cit. |                      |                      |                   |                   |                   |

Nel 1971 si contano in Gran Bretagna 123 quotidiani e domenicali nazionali e 1.150 giornali locali. Tra il 1968 e il 1969 l'imprenditore di origine australiana Rupert Murdoch si affaccia per la prima volta sul mercato britannico dei periodici acquisendo il domenicale popolare «News of the World» e il quotidiano popolare «The Sun» (dalla International Publishing Corporation). È l'inizio di un'attività pluridecennale che si protrae oltre l'anno 2000. Negli anni settanta le testate provinciali conoscono una stagione di crescita: dalle 30 del 1946 salgono fino alle 68 del 1976. I principali quotidiani locali sono il «Glasgow Herald» e lo «Scotsman» di Edimburgo, entrambi sopra le 100 000 copie di tiratura. Il popolo britannico si dimostra uno dei più assidui nella lettura dei quotidiani: nello stesso anno 1976 sono in circolazione 388 copie per abitante, una delle medie più alte in Europa.
Alla fine degli anni settanta gli stessi quattro grandi gruppi che dominavano nel 1957 controllano ancora la maggior parte della stampa nazionale: Daily Mirror-Pictorial; Associated Newspapers; Beaverbrook; Kemsley di Gomer Berry. La concentrazione è addirittura aumentata, passando dal 60% all'80%. Nel 1981 si verifica l'ascesa di Rupert Murdoch: il proprietario di «News of the World» e del «Sun» (gestiti tramite la holding News International, nata nel 1980) acquisisce il prestigioso «Times» (unitamente al domenicale «Sunday Times»), entrando nel gotha dell'editoria periodica britannica (febbraio 1981). Un altro importante passaggio di proprietà avviene nel 1984, quando l'editore Robert Maxwell (1923-1991) approfitta dello sfaldamento del gruppo IPC/Reed per rilevarne la divisione periodici («Daily Mirror», «Sunday Mirror» e «Sunday People»). Altre acquisizioni riguardano singole testate: nel 1985 la United Newspapers rileva il «Daily Express»; nel 1986 il finanziere canadese Conrad Black compra il «Daily Telegraph». In sostanza tre quarti delle testate nazionali cambiano di proprietà. Nello stesso periodo nascono tre nuovi quotidiani: il «Daily Star» (1979), «Today» (1985) e «The Independent» (1986) e appaiono due nuove edizioni domenicali: quella del «Daily Mail» (1982) e quella dell'«Independent» (1990).
Nel gennaio 1986 Rupert Murdoch è il primo ad abbandonare la storica Fleet Street e a trasferire altrove le sedi dei propri giornali. L'editore concentra le sue proprietà a Wapping (nella parte orientale della città), dove hanno già sede altre proprietà del gruppo: canali televisivi, cartiere e tipografie. È l'inizio di un esodo che coinvolgerà negli anni seguenti tutti i maggiori editori britannici.
All'inizio degli anni novanta la Gran Bretagna è l'unica nazione che vanta cinque quotidiani tra i primi dieci del continente. Essi sono: 
1. «The Sun» (quasi quattro milioni di copie)[64];
2. «Daily Mirror» (3,8 milioni di copie nel 1990);
3. «Daily Mail» (1,7 milioni);
4. «Daily Express» (1,5 milioni);
5. «Daily Star» (900.000 copie).

La tiratura complessiva delle copie stampate si contrae, in Gran Bretagna come nelle altre nazioni europee (ad eccezione della Germania riunificata). Nel 1993 il numero totale di copie stampate scende sotto i 35 milioni. La quota delle copie vendute in abbonamento è del 40% sul totale. Nello stesso periodo si riduce il formato dei quotidiani qualitativi: dal tradizionale broadsheet si passa ai più comodi Berlinese o compact.
Nel 1999 Trinity International Holdings, il maggiore editore britannico di testate regionali, acquisisce una primaria testata nazionale, il «Daily Mirror». Dalla fusione con l'editore del quotidiano nasce il gruppo Trinity Mirror.

## Il XXI secolo
Nel 2005 i quotidiani inglesi vendevano complessivamente 16 milioni di copie al giorno (circa 280 ogni mille abitanti), di cui 9 milioni attribuibili alla stampa popolare, quasi 3 ai quotidiani qualitativi ed il resto alla stampa locale. Nel 2010 l'uomo d'affari russo Alexander Lebedev acquisisce il controllo del quotidiano qualitativo «The Independent».
Nel 2011 il domenicale «News of the World» ed altri giornali editi da News International è protagonista di uno scandalo internazionale. I dipendenti del giornale sono accusati di essere coinvolti in attività di pirateria informatica su telefoni cellulari, corruzione di funzionari di polizia e dell'esercizio di un'influenza impropria nel reperimento di notizie. La conseguente protesta pubblica contro News Corporation (la holding che controlla News International) e il suo proprietario Rupert Murdoch porta alle dimissioni di molte figure apicali, tra cui lo stesso Murdoch come direttore di News Corporation, il figlio James Murdoch come presidente esecutivo, Les Hinton (direttore generale di Dow Jones), Tom Crone (direttore legale di News International), e Rebekah Brooks (amministratore delegato). Gli inserzionisti pubblicitari cessano totalmente di acquistare spazi pubblicitari su «Notizie dal mondo», costringendo la testata a chiudere il 10 luglio 2011, dopo 168 anni di pubblicazione.
Nel 2018 Trinity Mirror, già proprietaria del tabloid «Daily Mirror» e del domenicale «Sunday Mirror», rileva “Northern & Shell”, società editrice che ha in portafoglio i tabloid «Daily Express» e «Sunday Express» e le testate popolari «Daily Star» e «Ok!». Successivamente Trinity Mirror decide di cambiare ragione sociale in “Reach”. Nel 2020 il settimanale «The Spectator», nato nel 1828, è diventato sia il periodico di attualità più longevo della storia, sia la prima rivista in assoluto a pubblicare 10.000 numeri.

L'andamento della diffusione dei principali periodici britannici dal 1956 al 2019.

Diffusione dei quotidiani britannici (1950 - 2015). Si notato pochi grandi quotidiani nazionali capaci di raggiungere per decenni una diffusione anche di diverse milioni di copie al giorno.

| Giornali qualitativi                                                                     | Giornali qualitativi | Giornali qualitativi | Giornali popolari | Giornali popolari | Giornali popolari |
| Testata                                                                                  | Editore              | Diffusione           | Testata           | Editore           | Diffusione        |
| ---------------------------------------------------------------------------------------- | -------------------- | -------------------- | ----------------- | ----------------- | ----------------- |
| The Times                                                                                | News UK              | 417 298              | The Sun           | News UK           | 1 410 896         |
| The Daily Telegraph                                                                      | Press Holdings       | 360 345              | Daily Mail        | Harmsworth        | 1 246 568         |
| Financial Times                                                                          | Nikkei               | 180 053              | Daily Mirror      | Reach             | 508 705           |
| The Guardian                                                                             | indipendente         | 156 756              | Daily Star        | Reach             | 329 971           |
| Fonte: National newspaper ABCs, su pressgazette.co.uk. URL consultato il 13 luglio 2020. |                      |                      |                   |                   |                   |

| Giornali qualitativi                                                                     | Giornali qualitativi | Giornali qualitativi | Giornali popolari | Giornali popolari | Giornali popolari |
| Testata                                                                                  | Editore              | Diffusione           | Testata           | Editore           | Diffusione        |
| ---------------------------------------------------------------------------------------- | -------------------- | -------------------- | ----------------- | ----------------- | ----------------- |
| Sunday Times                                                                             | News UK              | 712 291              | The Sun on Sunday | News UK           | 1 178 687         |
| Sunday Telegraph                                                                         | Press Holdings       | 278 558              | Mail on Sunday    | Harmsworth        | 1 032 870         |
| The Observer                                                                             | indipendente         | 163 694              | Sunday Mirror     | Reach             | 431 419           |
| Fonte: National newspaper ABCs, su pressgazette.co.uk. URL consultato il 13 luglio 2020. |                      |                      |                   |                   |                   |